# Pług i miecz. Wydawnictwo dla mieszkańców wsi obronnych
Pług i miecz. Wydawnictwo dla mieszkańców wsi obronnych (ros. Плуг и меч. Издание для жителей оборонных деревень) – kolaboracyjne pismo na okupowanej Białorusi podczas II wojny światowej
Pismo wychodziło raz w tygodniu od 5 marca do 17 lipca 1944 r. w okupowanym Mińsku. Podtytuł wynosił: Gazeta samoobrony wiejskiej. Liczyło 4 strony. Było przeznaczone dla mieszkańców tzw. wsi obronnych organizowanych przez Niemców od przełomu 1943/1944 r. na obszarze Okręgu Generalnym „Białoruś”. Funkcję redaktora naczelnego pełnił Konstantin A. Dołgonienkow. Ogółem ukazało się 13 numerów tygodnika.